# Europoidní rasa
Europoidní, europoidní, kavkazská, kavkazoidní či bílá rasa, je podle mnoha rasových klasifikací jedna z lidských ras. Její označení ani vymezení není ustálené: v tradičních rasových děleních k ní kromě původních obyvatel Evropy náleží zpravidla i obyvatelé severní Afriky, Předního východu a indického subkontinentu, přesto ale často nejsou například Arabové nebo Indové chápáni jako „běloši“. Na druhou stranu někteří domorodí obyvatelé Evropy, především Sámové, nepatří v mnoha klasifikacích k europoidní rase, ač mají světlou pleť a světlé vlasy. S různorodostí rasových klasifikací souvisí i otázka kolik je kromě europoidů dalších ras, často se přidávají dvě (negroidní a mongoloidní), ale také tři, čtyři nebo více. Samotné slovo europoid vzniklo z demonyma evropský a řecké koncovky eidos („mající podobný vzhled“). DNA analýza italských vědců ukazuje, že světlá barva kůže se objevuje v mezolitu.
Koncept lidských ras je na počátku 21. století, vnímán jako pochybný a postrádající oporu v genetických rozdílech mezi populacemi. Z tohoto důvodu je především západními antropology (na základě průzkumu 125 osob roku 2002, ale výsledek se neliší v rámci statistické chyby) pojem jako je europoidní rasa opuštěn. Pojem rasy je ale stále široce přijímán mezi badateli v Číně nebo východní Evropě.[ve zdroji nenalezeno]

## Dějiny pojmu
V Evropě dlouho neexistoval koncept rasy v moderním smyslu, převládající biblická tradice byla monogenetická, lidstvo v ní mělo jednotný původ, a rozdíly mezi lidmi byly chápány zpravidla chápány jako projev environmentálních a institucionálních vlivů. Ke klasifikaci populací se spíše než barvy kůže a dalších fyzických znaků užívala kategorie náboženství, jazyka a kultury. S nastupujícím osvícenstvím v 17. a 18. století získaly na prestiži přírodní vědy, především přírodní historie, a rozšířila se tak tendence klasifikovat lidstvo na základě fyzických znaků. Příčinou vzniku koncepce zvláštní „bílé rasy“ byl také rozšiřující se obchod s africkými otroky a obecně stále častější setkávání s mimoevropskými populacemi. V určitém smyslu byly předchůdci koncepce bílé rasy náboženské, kulturní, a evropské koncepce jako křesťanstvo nebo Evropa, nebo představa Noemova syna Jéfeta jako předka evropských národů. V takových případech byly často z takové množiny vylučovány národy žijící na okraji evropského světa a vyznávající ne-západní formu křesťanství, například Rusové.
Jedna z prvních koncepcí podobající se pozdějšímu chápání bílé či kavkazské rasy se objevuje v článku lékaře Françoise Berniera z roku 1684. V tom se lidstvo dělí na čtyři nepojmenované druhy (espèces), z nichž první zahrnuje obyvatele Evropy, severní Afriky, Arábie, Persie, Indie a části jihovýchodní Asie. Tato první rasa je podle Bernierova názoru přirozeně bílá a tmavá barva kůže některých jejích příslušníků vzniká jen vlivem prostředí. Mluví také o třetí rase, vyskytující se ve zbytku Asie, která je také „vskutku bílá“, ale liší se stavbou tváře i zbytku těla. Severoevropské Sámy pak považuje za samostatný druh. Později Carl Linné, ve svých Systema Naturae z let 1735 až 1788, určil jako jednu ze čtyř ras bílé Evropany, pod názvem Homo sapiens albus, ale Sámy opět řadil mimo bělochy, do kategorie lidí „monstrózních“. analogické dělení použil ve stejné době přírodovědec Georges Buffon a filozof Immanuel Kant. Kant mezi bělochy počítal Maury, Araby, Turky, Tatary a Peršany, nikoliv ale Indy, které označil za samostatnou rasu. Filozof Christoph Meiners určil v roce 1785 naopak jen dvě „hlavní“ rasy: kavkazskou a mongolskou. Nejvýznamnější se stala klasifikace objevující se v několika edicích článku De Generis Humani Varietate Nativa biologa Johanna Friedricha Blumenbacha. Ve verzi z roku 1776 označil kavkazskou (kaukasische) rasu za jednu z pěti hlavních ras, vedle asijské, africké a americké. Kavkazská rasa má podle jeho názoru z Evropy dosahovat až k Amuru a Ganze. Ve verzi z roku 1781 ke kavkazské rase zařadil Sámy a dokonce i Inuity, obě tyto populace z ní ovšem ve verzi z roku 1788 zase vypustil. Původ americké rasy viděl ve smíšení kavkazských a mongolských populací, v případě malajské rasy ve smíšení kavkazských a etiopských populací.
Geograf Conrad Malte-Brun ve svém A System of Universal Geography, Or, A Description of All the Parts of the World, on a New Plan, According to the Great Natural Divisions of the Globe z roku 1834 řadí do kavkazské (Caucasian) obyvatele Evropy, s výjimkou Sámů a Finů, a obyvatele území od severní Afriky po Indii, jmenovitě například Guanče, Etiopany, Kopty, Židy, Araby, Afghánce a Indy. Kavkazanům je podle jeho názoru vlastní světlá barva pleti, ale kvůli vlivu klimatu mají některé „bílé“ populace kůži velmi tmavou.

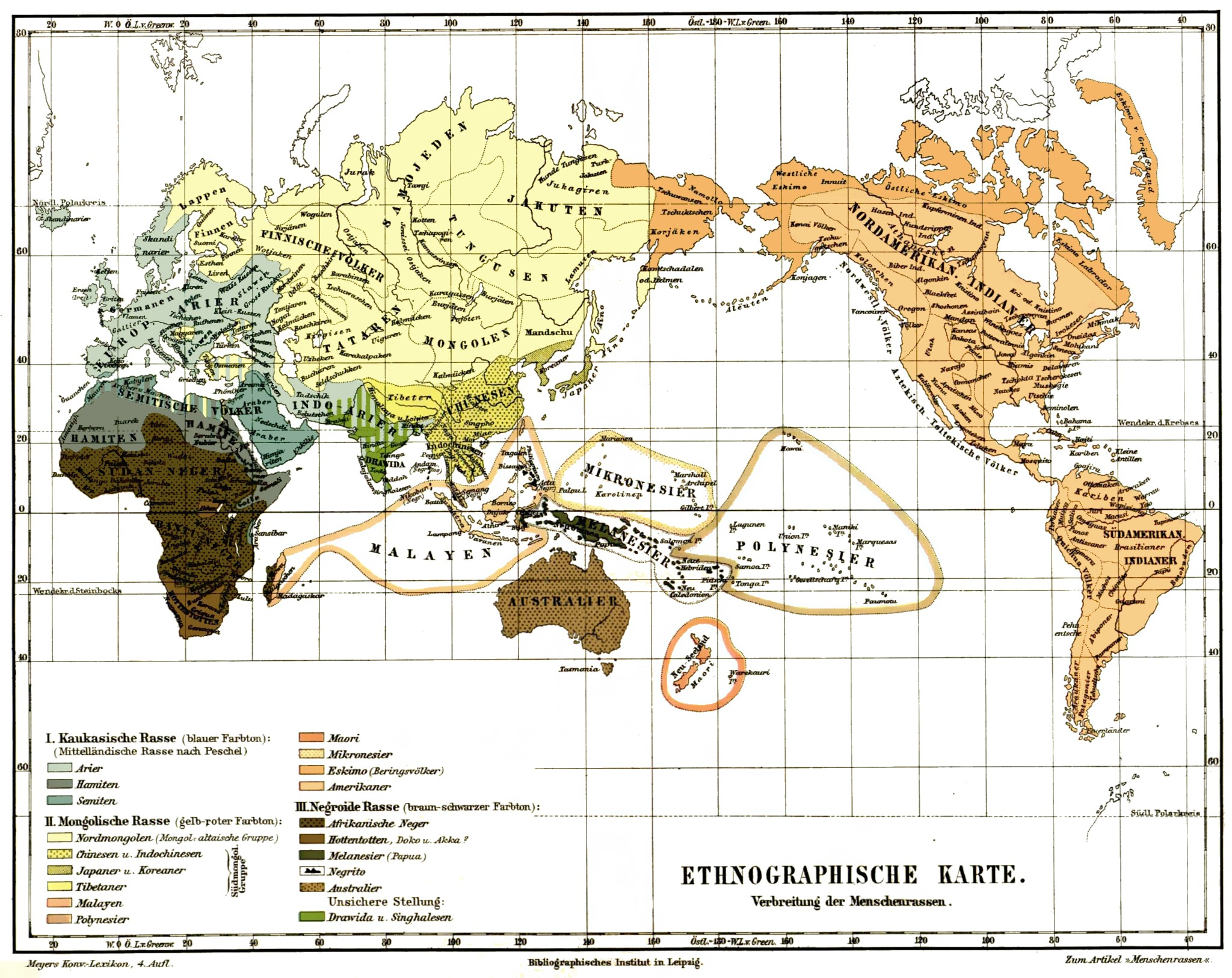
Mapa lidských ras v Meyers Konversations-Lexikon z 19. století

Objevily se i alternativní klasifikace, biolog Thomas Henry Huxley ve svém článku z roku 1870 identifikoval čtyři základní rasy: australoidní, negroidní, mongoloidní a xantochronoi. Xantochronoi „plavé barvy“ podle jeho názoru obývají střední a severní Evropu a vyznačují se velmi světlou pletí, modrýma či šedýma očima, plavými nebo rudými vlasy a výrazným tělesným ochlupením, mohou být však jak dolichokefální tak brachykefalní. Ostatní „bělochy“, včetně Irů, Španělů, Arabů a části Indů označuje jako Melanochronoi „tmavé barvy“, kteří mají být produkty míšení mezi  xantochronoi a australoidy. Kategorii kavkazské rasy namísto toho považoval za absurdní. Huxleyho klasifikace se neprosadila a ve 4. vydání německé všeobecné encyklopedie Meyers Konversations-Lexikon z let 1885–1890 se znovu objevuje kavkazská (Kaukasische) rasa, která se dále dělí na Árijce, Semity a Hamity. Mezi kavkazskou rasu však nejsou počítáni Sámové, Finové, Estonci a Maďaři, kteří jsou řazeni k „mongolské“ rase, Turci jsou označeni za míšence kavkazské a mongolské rasy.
Po druhé světové válce se začalo preferovat dělení lidstva na tři rasy, například v textu The Race Question, „Rasová otázka“, vydaném v roce 1950 UNESCO se uvádí tři hlavní rasy: mongoloidní, negroidní a nakonec kavkazoidní (Caucasoid); ty nejsou nějak blíže vymezeny. V podobném duchu Miloš Bondy v Malém sociologickém slovníku z roku 1970 uvádí tři rasy: europidní, negroidní a mongoloidní; které mají další podtypy, v případě europidů mimo jiné nordiky, baltiky, dinárce a alpince.
Ve Spojených státech se ve sčítání lidu objevuje kategorie white, „bílá“, která zahrnuje lidi s evropským, severoafrickým a předovýchodním původem, nikoliv však lidi s původem na indickém poloostrově, které řadí k asijské rase. V souvislosti s imigračními zákony, preferujícími bílé žadatele, došly v minulosti americké soudy k různým výsledkům: mexičtí a arménští imigranti byli uznáni za bílé, zatímco o „bělosti“ žadatelů z Arábie, Sýrie a Indie se vedly spory. Významným se stal soudní spor United States v. Bhagat Singh Thind z roku 1923, během kterého bylo odmítnuto tvrzení Bhagata Singha Thinda, indického sikha identifikujícího se jako Árijec, že náleží k bílé rase a může tak projít ve Spojených státech naturalizací. Soudce svoje odmítnutí odůvodnil tím, že zákon používá výrazu bílá rasa jako je používáno v běžné řeči, nikoliv ve vědeckém slova smyslu a Thind tak nemůže být považován za bělocha.